# ميركو بييري
ميركو بييري (بالإيطالية: Mirko Pieri) (مواليد 24 يوليو 1978 في غروسيتو - إيطاليا) لاعب كرة قدم إيطالي يلعب حاليا لصالح نادي الدرجة الأولى ليفورنو الإيطالي منذ 2009 في مركز الظهير الأيسر كما يجيد اللعب في مركز الوسط الأيسر .

## روابط خارجية
- ميركو بييري على موقع قاعدة بيانات كرة القدم.إي يو (الإنجليزية)
- ميركو بييري على موقع بيانات كرة القدم. دي إي (الألمانية)
- ميركو بييري على موقع كووورة